# 예산농업전문대학
예산농업전문대학(禮山農業專門大學)은 1992년까지 대한민국 충청남도 예산군에 있었던 국립 전문대학이었다.

## 역사
- 1910년 : 공주농림학교로 설립
- 1946년 : 예산공립농업중학교로 변경
- 1951년 : 예산농업고등학교, 예산중학교로 개편
- 1966년 : 예산농업고등전문학교로 변경
- 1974년 : 예산농업전문학교로 변경
- 1979년 : 예산농업전문대학으로 개편
- 1992년 : 공주대학교와 통합으로 인해 폐교

### 통합 이후
1992년 3월 공주대학교 산업대학 1회 입학생을 받았고 이후 산업과학대학으로 명칭을 변경하였고 예산읍 대회리로 이전을 하여 산업개발대학원과 일반대학원을 설치 운영중이다. 현재 예산농업전문대학의 부지는 예산군에서 종합행정타운 건설을 목표로 부지 개발 사업을 완료하였고 예산군청, 신동아 파밀리에 아파트 그리고 각종 편의 시설이 들어서 있다.

## 참고 자료
- 예산농업전문대학 - 브리태니커 백과사전 (다음백과 미러)